# Biomeigenia flava
Biomeigenia flava är en tvåvingeart som beskrevs av Chao 1964. Biomeigenia flava ingår i släktet Biomeigenia och familjen parasitflugor. Inga underarter finns listade i Catalogue of Life.